# Pavlovce nad Uhom
Pavlovce nad Uhom es un municipio del distrito de Michalovce en la región de Košice, Eslovaquia, con una población estimada a final del año 2024 de 4663 habitantes.
Se encuentra ubicado al noreste de la región, en la cuenca hidrográfica del río Bodrog (afluente derecho del Tisza) y cerca de la frontera con la región de Prešov, Ucrania y Hungría.

## Demografía
| Año        | 1994 | 2004     | 2014    | 2024    |
| ---------- | ---- | -------- | ------- | ------- |
| Población  | 3924 | 4530     | 4477    | 4663    |
| Diferencia |      | +15,44 % | −1,16 % | +4,15 % |

| Año        | 2023 | 2024    |
| ---------- | ---- | ------- |
| Población  | 4652 | 4663    |
| Diferencia |      | +0,23 % |